# Robert Nisbet Bain
Robert Nisbet Bain, född 1854, död 1909, var en brittisk historiker.
Bain behärskade åskilliga av de nord- och östeuropeiska språken, och hans historiska författarskap rör också uteslutande Nord- och Östeuropa. Hans viktigaste arbeten om Sverige är Gustavus III, and hist contemoraries (1894), Charles XII, and the collapse of the Swedish empire (1895). Rysslands historia har Bain behandlat i ett flertal skrifter, omfattande tiden 1613-1762, hela det slaviska Östeuropas i Slavonic Europe, a political history of Poland and Russia from 1447 to 1796 (1908). Bain var även medarbetare i Cambridge morden history. Han ägde stor beläsenhet och god kännedom om den tryckta litteraturen. Han ägnade sig däremot ytterst sällan åt egna källstudier, och hans arbeten har ibland klandrats för en viss ytlighet.